# U-582
Unterseeboot 582 foi um submarino alemão do Tipo VIIC, pertencente a Kriegsmarine que atuou durante a Segunda Guerra Mundial.

## Comandantes
| Comandante             | Data                                       |
| ---------------------- | ------------------------------------------ |
| KrvKpt. Werner Schulte | 7 de agosto de 1941 - 5 de outubro de 1942 |

## Subordinação
Durante o seu tempo de serviço, esteve subordinado às seguintes flotilhas:
| Período                                      | Flotilha                                  |
| -------------------------------------------- | ----------------------------------------- |
| 7 de agosto de 1941 - 31 de dezembro de 1941 | 5. Unterseebootsflottille (treinamento)   |
| 1 de janeiro de 1942 - 5 de outubro de 1942  | 1. Unterseebootsflottille (serviço ativo) |

## Operações conjuntas de ataque
O U-582 participou das seguinte operações de ataque combinado durante a sua carreira:
- Rudeltaktik Ziethen (15 de janeiro de 1942 - 22 de janeiro de 1942)
- Rudeltaktik Hai (3 de julho de 1942 - 21 de julho de 1942)
- Rudeltaktik Blitz (22 de setembro de 1942 - 26 de setembro de 1942)
- Rudeltaktik Tiger (26 de setembro de 1942 - 30 de setembro de 1942)
- Rudeltaktik Luchs (1 de outubro de 1942 - 5 de outubro de 1942)